# Karana (geslacht)
Karana is een geslacht van vlinders van de familie Uilen (Noctuidae), uit de onderfamilie Hadeninae.

## Soorten
- K. decorata Moore, 1882
- K. gemmifera Walker, 1857
- K. hoenei Bang-Haas, 1927
- K. jutka Hreblay & Ronkay, 1998
- K. laetevirens Oberthür, 1884
- K. metallica Boursin, 1970
- K. prima Hreblay & Ronkay, 1998